# 슈퍼스타K 3의 음반 목록
다음은 M.net의 스타 오디션 프로그램 슈퍼스타 K 시리즈의 세 번째 시즌 《슈퍼스타K 3》에서 발매한 음반을 나열한 목록이다.

## Part 1
《슈퍼스타K 3 Top11 Part 1》는 슈퍼스타K 3의 첫 경연에서의 곡을 2011년 10월 3일, 음원화해 발매한 앨범이다. 이 앨범의 수록곡인 버스커 버스커의 〈동경소녀〉는 대한민국 음원 차트 1위를 석권했으며, 투개월의 〈여우야〉와 울랄라세션의 〈달의 몰락〉도 2,3위를 차지했다.

### 수록곡
1. 헤이즈 - 〈연애〉
2. 민훈기 - 〈그 아픔까지 사랑한거야〉
3. 크리스티나 -〈가지마 가지마〉
4. 이건율 - 〈나였으면〉
5. 김도현 - 〈나는 나비〉
6. 이정아 - 〈편지〉
7. 크리스 - 〈진심〉
8. 버스커 버스커 - 〈동경소녀〉
9. 신지수 - 〈나나나〉
10. 울랄라세션 - 〈달의 몰락〉
11. 투개월 - 〈여우야〉

## Part 2
《슈퍼스타K 3 Top11 Part 2》는 슈퍼스타K 3의 두 번째 경연에서 부른 곡을 음원화해 2011년 10월 10일에 발매한 앨범이다.

### 수록곡
1. 크리스티나 러브 리 - "Can You Feel The Love Tonight" (Elton John)
2. 이건율 - "Part Time Lover" (Stevie Wonder)
3. 이정아 - "Desperado" (Eagles)
4. 크리스 고라이트리 - "Faith" (George Michael)
5. 김도현 - "My Heart Will Go On" (Celine Dion)
6. 신지수 - "If I Were A Boy" (Beyonce)
7. 투개월 - "Poker Face" (Lady GaGa)
8. 버스커 버스커 - "Livin`La Vida Loca" (Ricky Martin)
9. 울랄라 세션 - "Open Arms (Feat. 크리스티나 러브 리)" (Journey)

## Part 3
《슈퍼스타K 3 Top11 Part 3》는 슈퍼스타K 3의 세 번째 경연에서 부른 곡을 음원화해 2011년 10월 17일에 발매한 앨범이다.

### 수록곡
1. 크리스 골라이틀리 - RUN DEVIL RUN
2. 김도현 - 꿈을 꾸다
3. 버스커 버스커 - 정류장
4. 신지수 - 길
5. 울랄라세션 - 미인
6. 크리스티나 러브 리 - 개똥벌레
7. 투개월 - Brown City

## 오픈 해피니스
《오픈 해피니스》는 슈퍼스타K 3가 다국적 기업 코카콜라 CF에 사용되는 곡을 음원화한 것이다.

## Part 4
《슈퍼스타K 3 Top11 Part 4》는 슈퍼스타K 3의 네 번째 경연에서 부른 곡을 음원화해 2011년 10월 24일에 발매한 앨범이다.

### 수록곡
1. 나쁜 남자 - 울랄라세션
2. 어쩌다 마주친 그대 - 버스커 버스커
3. Lonely - 크리스티나 러브 리
4. 가질 수 없는 너 - 김도현
5. 달팽이 - 투개월

## Part 5
《슈퍼스타K 3 Top11 Part 5》는 슈퍼스타K 3의 다섯 번째 경연에서 부른 곡을 음원화해 2011년 10월 24일에 발매한 앨범이다. 이때 크리스티나는 목 상태가 좋지 않아서 《슈퍼스타K 3 Top11 Part 6》에서 음원을 출시했다.

### 수록곡
1. 니 생각 - 투개월
2. 막걸리나 - 버스커 버스커
3. 서쪽 하늘 - 울랄라세션

## Part 6
《슈퍼스타K 3 Top11 Part 6》는 슈퍼스타K 3의 준결승 경연에서 부른 곡을 음원화해 2011년 10월 24일에 발매한 앨범이다. 크리스티나의 목 상태가 좋아져서 녹음을 하여 "Pay Day"를 이 앨범에 수록하였다. 하지만 이번 앨범의 구성은 실제 미션 곡과 조금 다르다. 울랄라세션은 예정대로 "Swing Baby"를 출시하였지만, 버스커버스커와 투개월의 미션 곡은 저작자와의 문제로로 각각 〈그댄 달라요〉와 "Romantico"를 출시했다.

### 수록곡
1. Swing Baby - 울랄라세션
2. 그댄 달라요 - 버스커 버스커
3. Romantico - 투개월
4. Pay Day - 크리스티나 러브 리

## Part 7
《슈퍼스타K 3 Top11 Part 7》는 슈퍼스타K 3의 결승에서 준결승을 한 버스커버스커의 노래를 음원화 한 앨범이다. 수록곡은 I Believe이다.

## NEXT 11
《NEXT 11》은 슈퍼스타K 3 TOP 11이 발표한 캐롤송과, 버스커 버스커와 투개월이 슈퍼위크에서 불렀던 줄리엣(원곡 샤이니)의 노래가 삽입되었다.

### 수록곡
1. 너에게 주는 선물
2. 줄리엣 - 버스커 버스커 & 투개월
3. 너에게 주는 선물(Inst.)